# José Ramón Ónega López
José Ramón Ónega López o Xosé Ramón Ónega López (Mosteiro (Pol), 8 de març de 1939 - Madrid, 7 de febrer de 2021) va ser un polític i periodista gallec.

## Trajectòria
Fill del jutge municipal José Ramón Ónega Lenza i Angelita López Lodos, va fer el seu debut en el periodisme amb col·laboracions infantils a El Progreso, com a corresponsal a Mosteiro. Es va llicenciar en Dret a la Universitat de Santiago de Compostel·la el 1962 i, mentre estudiava, col·laborà com a cap del departament d'informació del Sindicato Español Universitario, amb el diari La Noche. En aquell moment va començar la seva carrera política, i va continuar treballant com a tècnic en l'administració estatal al ministeri de l'Interior espanyol. Es va traslladar a Madrid, on residiria la major part de la seva carrera professional, i també va estudiar com a advocat en aquesta ciutat. En els darrers anys de la dictadura va ser professor d'una assignatura introductòria al dret públic i privat a la Universitat Complutense (1974-76).
Ónega va començar a tenir presència pública quan durant la transició va ocupar càrrecs de rellevància política. Amb els governs d'Adolfo Suárez i Leopoldo Calvo-Sotelo va ser subdirector general de Política Interna (1977), subdirector general de l'Oficina tècnica de la subsecretària d'ordre públic (1978) i després governador civil, primer a Zamora (1979) i després a Biscaia (1982). -1984).
Amb l’ascens del PSOE al poder, va romandre vinculat al ministeri de l’Interior com a inspector general de serveis. El 1996, el govern de José María Aznar el nomena director general de Política Interna, sent ministre Jaime Mayor Oreja.
També va ser president de la Comissió Nacional contra la Violència Esportiva, secretari general de la Comissió Interministerial d'Immigració i president de la Comissió Interministerial d'Asil i Refugi.
Va ser el director de la Casa de Galícia a Madrid des del 2009 fins a la seva mort, el 2021. També va ser nomenat president honorari del Centre Gallec de Madrid el 2013.

## Treball
A més de la seva tasca política, va escriure llibres sobre investigacions històriques i etnogràfiques:
- Los judíos en el Reino de Galicia (1981)
- Odoario el Africano. Colonización de Galicia en el s. VIII. (Do Castro, 1988)
- Pasado, presente e futuro de A Pontenova. (Ed. Bao, 1988).
- Perfil histórico, artístico y paisajístico del Concello de Pol, Lugo, 1988.
- José Mª Díaz Sanjurjo. Un gallego en Vietnam (Deputación Provincial de Lugo, 1991)

### Novel·la
- El enigma de Jose An (Do Castro, 1991)
- El promontorio de los claveles marinos (1999)

### Poesia
- Sol de poniente (2004)

## Vida personal
Era el germà gran de Fernando Ónega i oncle de la periodista i presentadora Sonsoles Ónega. També tenia un germà petit, que va morir als 14 mesos.
Es va casar el 1966 amb Maria Esther Guzman-Coladas, amb qui va tenir tres fills.
Va morir a conseqüència del COVID-19.